# Хінчанський проїзд (Житомир)
Хінчанський проїзд — проїзд в Корольовському районі міста Житомира. 

## Характеристики
Розташований на східній околиці міста, на теренах Хінчанки, у місцевості, що раніше відома як Хутір Вацківський. Починається від вулиці Сергія Параджанова, прямує на схід та продовжується на землях Глибочицької сільської громади як ґрунтова дорога. 
Забудова проїзду представлена житловими будинками садибного типу.

## Історичні відомості
Садибна забудова проїзду здебільшого сформована станом на кінець 1930-х років та показана як хутір Вацківський на топографічній карті Генштабу Червоної Армії 1939 року. 
До приєднання у 1971 році села Хінчанка до міста Житомира, будинки проїзду адресовані до сільської вулиці Кузнєчної. Після приєднання села Хінчанка до міста Житомира, будинки переадресовані до міської вулиці Кузнєчної (з 1975 року — вулиця Баранова, з 2016 року — вулиця Сергія Параджанова). 
У 1996 році проїзд отримав чинну назву. Будівлі вздовж нового проїзду переадресовано з вулиці Баранова. 